# Álmomban már láttalak
Az Álmomban már láttalak (eredeti cím: Maid in Manhattan) 2002-ben bemutatott romantikus filmvígjáték-dráma, melyet John Hughes történetéből Wayne Wang rendezett. A főbb szerepekben Jennifer Lopez és Ralph Fiennes látható.

## Cselekmény
Marisa Ventura Puerto Rico-i felmenőkkel rendelkező egyedülálló anya, van egy Ty nevű fia, és szobalányként dolgozik egy előkelő és drága New York-i szállodában Manhattanben. Egy nap elviszi a fiát a szállodába, ahol egy kollégája vigyázna rá, mert a fiú apja ismét nem tartotta be a megbeszélt időpontot. Amikor a gazdag Caroline Lane lakosztályában foglalatoskodik, egy kollégája arra biztatja Marisát, hogy próbáljon fel egy ruhát Lane előkelő ruhatárából. Ty eközben a liftben találkozik Christopher Marshall politikussal, aki elindult, hogy megsétáltassa a kutyáját. Richard Nixonról és a politikusok hazugságairól beszélgetnek. Ty megkérdezi Marshallt, hogy elkísérheti-e őt és a kutyát a sétára. Mielőtt ezt megtenné, Ty engedélyt kér az anyjától, és Marshallal együtt elmegy a lakosztály folyosóján, ahol Marisa még mindig Caroline Lane ruháját viseli. Marshall ekkor úgy gondolja, hogy Marisa a lakosztály tulajdonosa, és Caroline-nak nevezi. A férfi meghívja őt is, hogy menjen velük sétálni.
Marshallt annyira elbűvöli a lány, hogy meghívja vacsorára az asszisztense segítségével.  Az asszisztens elküldi a meghívót a vacsorára, amit természetesen az igazi Caroline kap meg a lakosztályában, ahol Marshall korábban Marisát találta. Caroline emlékszik rá, hogy valamikor találkoztak Marshall-lal, bár a férfi nem foglalkozott vele.
A privát, kétszemélyes vacsorán éppen Marisa feladata, hogy a komornyikkal együtt kiszolgáljon. Marisának azonban sikerül felismerhetetlennek maradnia Marshall számára, aki teljesen meglepődik, amikor az igazi Caroline-nal szemben ül, akit nem ismer.
A kétségbeesett Christopher Marisa keresésére indul, és később véletlenül meglátja az utcán. A férfi - ismét az asszisztensén keresztül - meghívja őt egy esti jótékonysági gálára, amit a lány elfogad. Mivel azonban a lány egy menedzseri állásra pályázik, és a viszony veszélyeztetheti az állását, elhatározza, hogy ott véget vet az ismeretségnek. Azonban nem képes szakítani vele, és az esti gála után Marshallal tölti az éjszakát.
Caroline másnap találkozik Marisával, amikor az éppen Marshall szobájából jön ki, kissé zilált öltözetben. Caroline barátnőja felismeri őt, mint a szobalányt a lakosztályában, és a nyakában lévő értékes nyakláncot, ami Caroline tulajdona, és Marisa elfelejtette visszavinni. Az is kiderül, hogy Marisa kölcsönvette a ruhatárát. A szálloda vezetősége nagy rábeszéléssel meg tudja akadályozni, hogy Caroline hivatalos feljelentést tegyen, de Marisának felmondási időt adnak. Ezen felháborodva Lionel komornyik is felmond.
Marisa nem sokkal később munkát talál egy másik szállodában, ahol továbbképzi magát és egy idő után be akar kerülni a menedzsmentbe.
A kampánykörútján, újból New Yorkban Marshall sajtótájékoztatót tart abban a szállodában, ahol Marisa most dolgozik. Fia, Ty elmegy Marshall sajtótájékoztatójára, és megkérdezi tőle, hogy a politikus nem gondolja-e azt, hogy senki sem tökéletes, és hogy mindenki megérdemel egy második esélyt, még akkor is, ha hibázott. Marshall felismeri a fiút, igent mond neki, és kéri, hogy „vezesse hozzá”. Ty elvezeti Marshallt Marisához - amikor találkoznak, megcsókolják egymást.
A történet végén különböző magazinok címlapjait mutatják be, amelyekből megtudjuk, hogy Marshallt megválasztották szenátornak, még mindig együtt van Marisával, aki végül szintén szállodavezető lett.

## Szereplők
| Szerep                              | Színész             | Magyar hang       | Magyar hang    |
| Szerep                              | Színész             | 1. szinkron       | 2. szinkron    |
| ----------------------------------- | ------------------- | ----------------- | -------------- |
| Marisa Ventura, szobalány           | Jennifer Lopez      | Németh Borbála    | Németh Borbála |
| Christopher Marshall szenátor       | Ralph Fiennes       | Szakácsi Sándor   | Czvetkó Sándor |
| Caroline Lane                       | Natasha Richardson  | Juhász Judit      | Solecki Janka  |
| Jerry Siegal, Marshall asszisztense | Stanley Tucci       | Sztarenki Pál     | Kassai Károly  |
| Ty Ventura                          | Tyler Posey         | Baráth István     | Maszlag Bálint |
| Paula Burns                         | Frances Conroy      | Takács Kati       | Kiss Erika     |
| John Bextrum igazgató               | Chris Eigeman       | Harmath Imre      | Kapácsy Miklós |
| Rachel Hoffman                      | Amy Sedaris         |                   |                |
| Stephanie Kehoe, szobalány          | Marissa Matrone     | Farkasinszky Edit |                |
| Veronica Ventura                    | Priscilla Lopez     | Borbás Gabi       |                |
| Lionel Bloch, komornyik             | Bob Hoskins         | Hollósi Frigyes   | Forgács Gábor  |
| Cora                                | Lisa Roberts Gillan |                   |                |
| Leezette                            | Maddie Corman       |                   |                |
| Clarice, szobalány                  | Sharon Wilkins      | Némedi Mari       |                |

## Fogadtatás

### Bevételi adatok
Az 55 milliós dolláros költségvetésű film 94 011 225 dollár bevételt hozott az Egyesült Államokban. Világszerte összesen 154 906 693 dollárt termelt.

### Kritikai visszhang
Roger Ebert filmkritikus szerint: az „Álmomban már láttalak” egy ügyes, simára csiszolt film egy jól bevált mintán, amelyet a sztárok karizmája tesz élővé. Az örök „idióta cselekmény szindrómára” játszik rá, hogy tisztázzon egy kisebb félreértést, és valószínűleg nem lesz a nézők között olyan, aki nem tudja, hogyan végződik a dolog. [A film] olyan sebességgel és bájjal követi az utat, hogy ... igen, szórakoztató volt nézni.
"Sok okból járunk moziba, az egyik ilyen ok az, hogy vonzó embereket nézzünk, akik szerelembe esnek. Nincs miért szégyenkeznie. Jó, ha megnéz egy romantikus vígjátékot. [...] De amit elvárunk, az az, hogy ne legyen buta, legalábbis ne legyen butább a kelleténél, és hogy olyan emberek szerepeljenek benne, akik sztárminőséget testesítenek meg.
Az „Álmomban már láttalak” nem buta; Kevin Wade forgatókönyve több történetszállal foglalkozik, és mindegyiket érdekessé teszi. Jennifer Lopez és Ralph Fiennes pedig azért alkotnak érdekes párost, mert karaktereik a szerelembe esésen kívül más módon is elütik az időt..

## Fordítás
- Ez a szócikk részben vagy egészben  a   Manhattan Love Story című német Wikipédia-szócikk fordításán alapul.  Az eredeti cikk szerkesztőit annak laptörténete sorolja fel. Ez a jelzés csupán a megfogalmazás eredetét és a szerzői jogokat jelzi, nem szolgál a cikkben szereplő információk forrásmegjelöléseként.